# Cypryjscy posłowie do Parlamentu Europejskiego 2004
Cypryjscy posłowie V kadencji do Parlamentu Europejskiego uzyskali ten status w dniu 1 maja 2004, tj. w dniu akcesji Cypru do Unii Europejskiej. Byli przedstawicielami krajowego parlamentu. Ich mandaty wygasły w dniu zakończenia kadencji PE 19 lipca 2004.

## Lista posłów
Koalicja Demokratyczna (EPP-ED)
- Panajotis Dimitriu
- Lefteris Christoforu

Postępowa Partia Ludzi Pracy (EUL/NGL)
- Doros Christodulidis
- Eleni Mawru

Partia Demokratyczna (ELDR)
- Marios Matsakis

Ruch na rzecz Socjaldemokracji (PES)
- Jorgos Warnawa